# Antonio Terminio
Antonio Terminio (Contursi, 1529 – Genova, 1581) è stato un poeta e storico italiano.

## Biografia
Antonio Terminio nacque a Contursi nel 1529, figlio di un agricoltore, il cui nome è ignoto; aveva un fratello minore, Giuseppe, e due sorelle, Camilla e Deianira. Dopo aver compiuto i suoi primi studi nella città natia, cominciò col comporre già dal 1550 dei sonetti e dei carmina in latino, questi ultimi pubblicati poi a Venezia nel 1554, all'età di 25 anni. Nello stesso anno e nel 1556 compose a Venezia dei versi per il banchiere Matteo Montenero. Si trasferì nel 1557 a Genova per aiutare lo storico Jacopo Bonfadio nella prosecuzione di una sua opera e più tardi passò in Corsica. Nel 1563 fece ritorno a Venezia per aiutare il tipografo Gabriele Giolito nel curare le biografie di Camilla e Davide Imperiale per una sua opera poetica e biografica, senza tuttavia portare a termine l'incarico. Dopo questo periodo non si hanno più notizie di Antonio Terminio, che dev'essere risieduto a Napoli e deceduto poi a Genova nel 1581, come sostiene Pier Francesco da Tolentino, che riferisce di avergli fatto visita nel capoluogo ligure e di averlo trovato infermo ed in fin di vita, ricevendo da lui l'incarico di pubblicare la sua Apologia di tre Seggi, illvstri di Napoli, in cui analizza alcuni Sedili di Napoli. Tale opera fu pubblicata a Venezia nello stesso anno da quest'ultimo ed è la principale opera a cui è legato il nome di Antonio Terminio. Tuttavia l'attribuzione di tale opera con il nome di Antonio Terminio è dibattuta, e non mancano autori che la attribuiscono allo storico Angelo di Costanzo, vissuto nel suo stesso periodo, che deve aver preso in prestito il suo nome per usarlo come suo pseudonimo per la pubblicazione.